# Matteo Pessina
Matteo Pessina (n. 21 aprilie 1997, Monza, Italia) este un fotbalist profesionist italian care joacă ca mijlocaș pentru clubul din Serie A, Atalanta și echipa națională a Italiei.